# Гребле, Индрикис
И́ндрикис Ива́нович Гре́бле (латыш. Indriķis Greble) — латвийский футболист, полузащитник, участник летних Олимпийских игр 1924 года, как игрок национальной сборной Латвии.

## Биография
По 1924 год Индрикис Гребле играл в рядах «Латвияс Спорта биедриба», когда в августе того же года получил травму. В апреле 1925 года Индрикис Гребле перешёл в команду «Яунеклю кристига савиениба» к своему брату Адольфу Гребле.
В 1924 году Индрикис Гребле в составе сборной Латвии отправился на Игры VIII Олимпиады, но в единственном матче он так и не вышел на футбольное поле.
После окончания Второй мировой войны Индрикис Гребле эмигрировал в Канаду, где жил в городе Сент-Катаринс.